# Ohwia caudata
Ohwia caudata (Thunb.) H.Ohashi è una pianta decidua azotofissatrice della famiglia delle Fabacee (O Leguminose).

## Distribuzione e habitat
Si trova in gran parte del subcontinente indiano, nonché in Cina, Taiwan, Giappone, Corea, Indocina e Indonesia.

## Farmacologia
È utilizzata a scopo medico per le sue proprietà analgesiche, antipiretiche, antisettiche e depurative.
Dalla pianta sono stati isolati diversi composti chimici tra cui dimetiltriptamina.